# Deva (Romania)
Deva  (in ungherese Déva, in tedesco Diemrich), è un municipio della Romania di 67 508 abitanti, capoluogo del distretto di Hunedoara, nella regione storica della Transilvania, ancorché si trovi di fatto sul confine tra questa e il Banato.
La città è dominata da una collina sulla quale si trovano i resti di una cittadella fortificata del XIII secolo. L'intera collina (visitabile con una funivia) è oggi una riserva naturale protetta, sia per la presenza delle rovine della cittadella che per la sua importanza naturalistica, data dall'esistenza di specie floreali rare e di esemplari di Vipera dal corno.

## Toponimo
Deva appare anche nelle mappe medievali con il nome Dewa. Sull'origine del nome della città sono state formulate due diverse ipotesi: una lo fa risalire alla parola dacia dava (fortezza), presente nel nome di altre città dell'epoca come Pelendava, Piroboridava, Zargidava, mentre l'altra lo fa risalire alla provenienza della Legione romana Legio II Augusta, che sarebbe stata trasferita qui da Castrum Deva in Britannia, l'attuale Chester.

## Storia
Il primo documento che attesta la presenza di Deva risale al 1269. Sotto il Voivoda János Hunyadi, la città divenne un importante centro militare ed economico.

Parzialmente distrutta dagli Ottomani nel 1550, la città venne successivamente ricostruita e la cittadella ampliata e rinforzata.

Nel 1621 il Principe Gabriele Bethlen ne fece una delle sue residenze, ampliando e trasformando in stile rinascimentale il Castello "Magna Curia".
Deva è oggi una città dall'architettura moderna, tuttavia rimangono monumenti di un certo interesse, sia nel centro storico, come la Prefettura ed il Teatro, sia nelle aree periferiche, come il Castello Magna Curia, residenza della famiglia Bethlen, Principi di Transilvania, costruito nel XVI secolo; originariamente costruito in stile rinascimentale, a seguito di ristrutturazioni effettuate successivamente ha assunto l'attuale aspetto barocco.

## Monumenti e luoghi d'interesse
Oggi il Castello Magna Curia ospita il "Museo della Civiltà Dacia e Romana" (in rumeno Muzeul Civilizației Dacice și Romane) dove sono esposte le numerose scoperte archeologiche intorno ai monti Orăştie appartenenti alle popolazioni dacie ed alla presenza romana nel territorio.

## Economia
La città ha vissuto negli ultimi anni un significativo sviluppo economico, grazie all'insediamento di alcune importanti industrie, ad un risveglio dell'imprenditoria locale e anche alla posizione strategica che assumerà al momento in cui essa sarà attraversata dalla nuova autostrada che collegherà la capitale Bucarest alle città ad ovest del paese di Arad e Timisoara e al confine ungherese.

## Amministrazione

### Gemellaggi
La città è gemellata con le seguenti località:
- Szigetvár, dal 15 marzo 2001
- Arras, dal 1º giugno 1998
- Yangcheng, dal 12 novembre 1998
- Cherbourg, dal 2004

## Galleria d'immagini

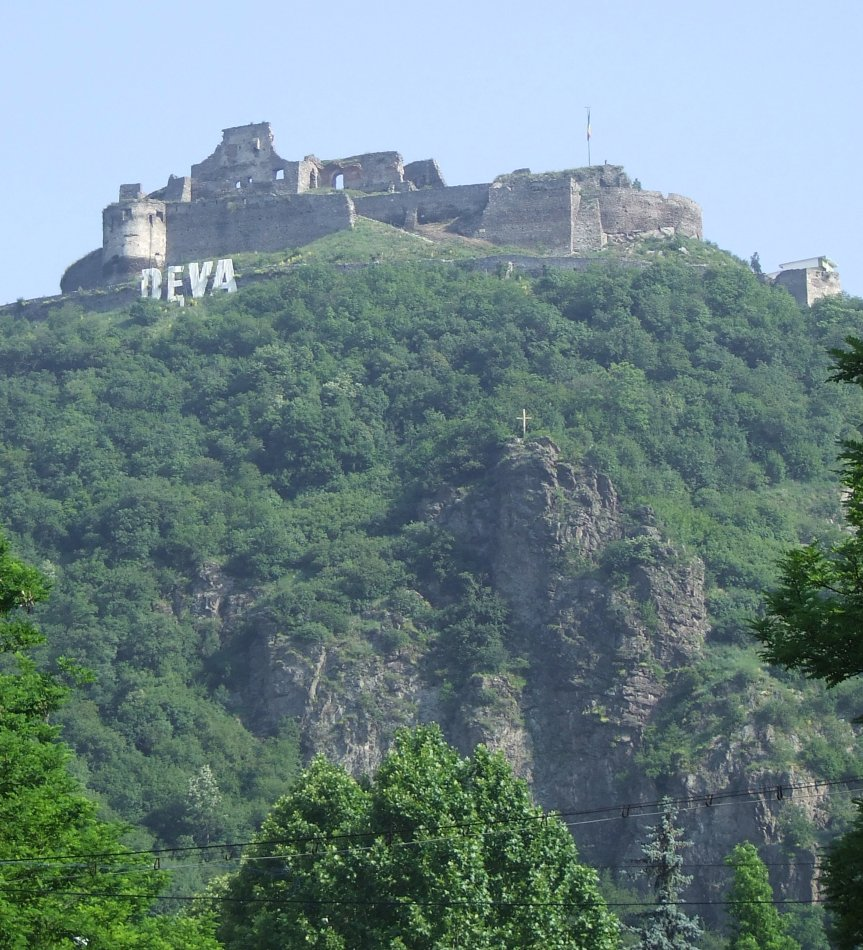
La cittadella
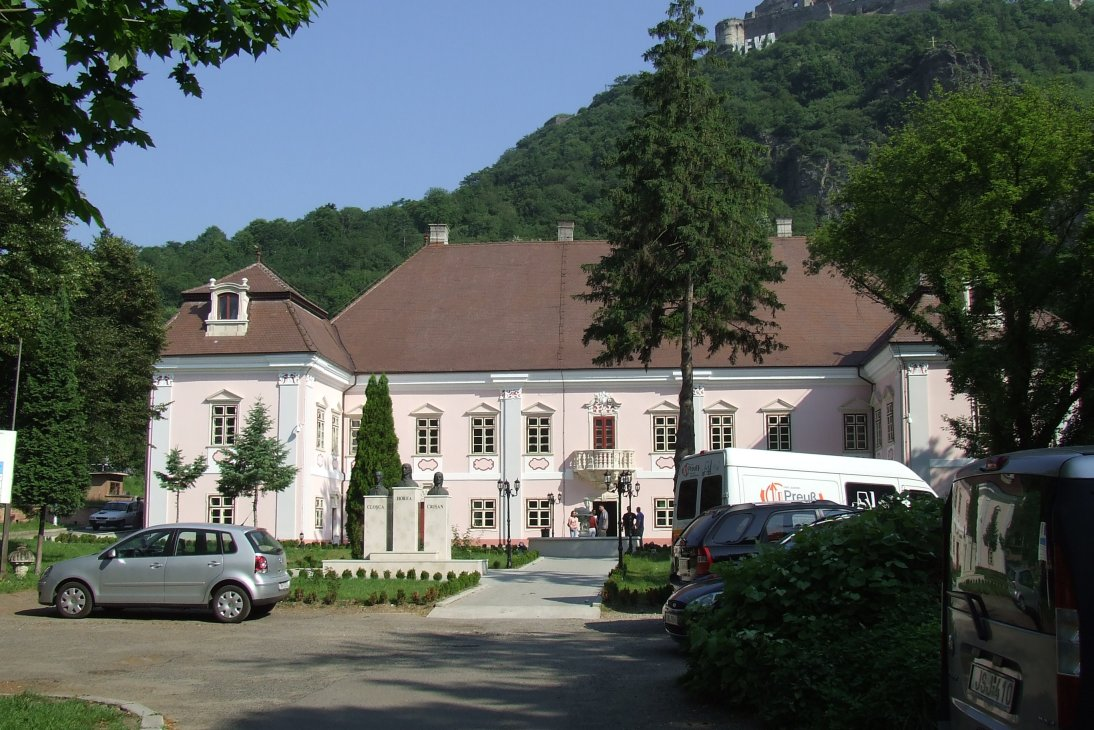
Il castello Magna Curia
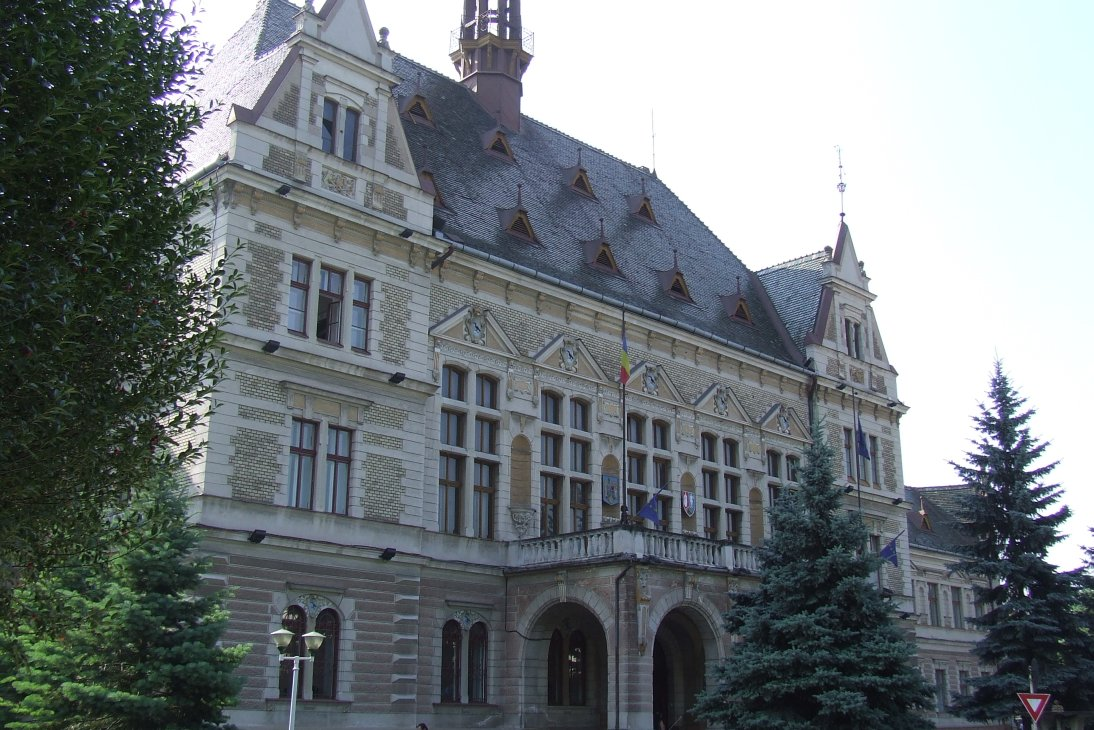
La Prefettura
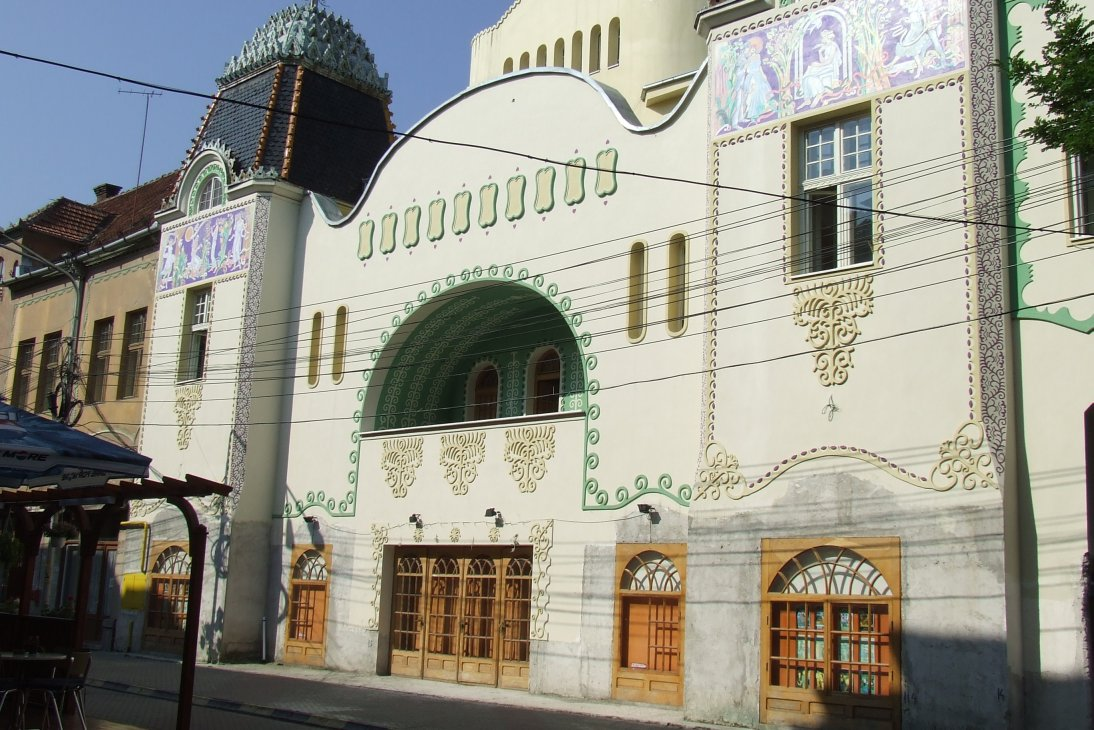
Il teatro
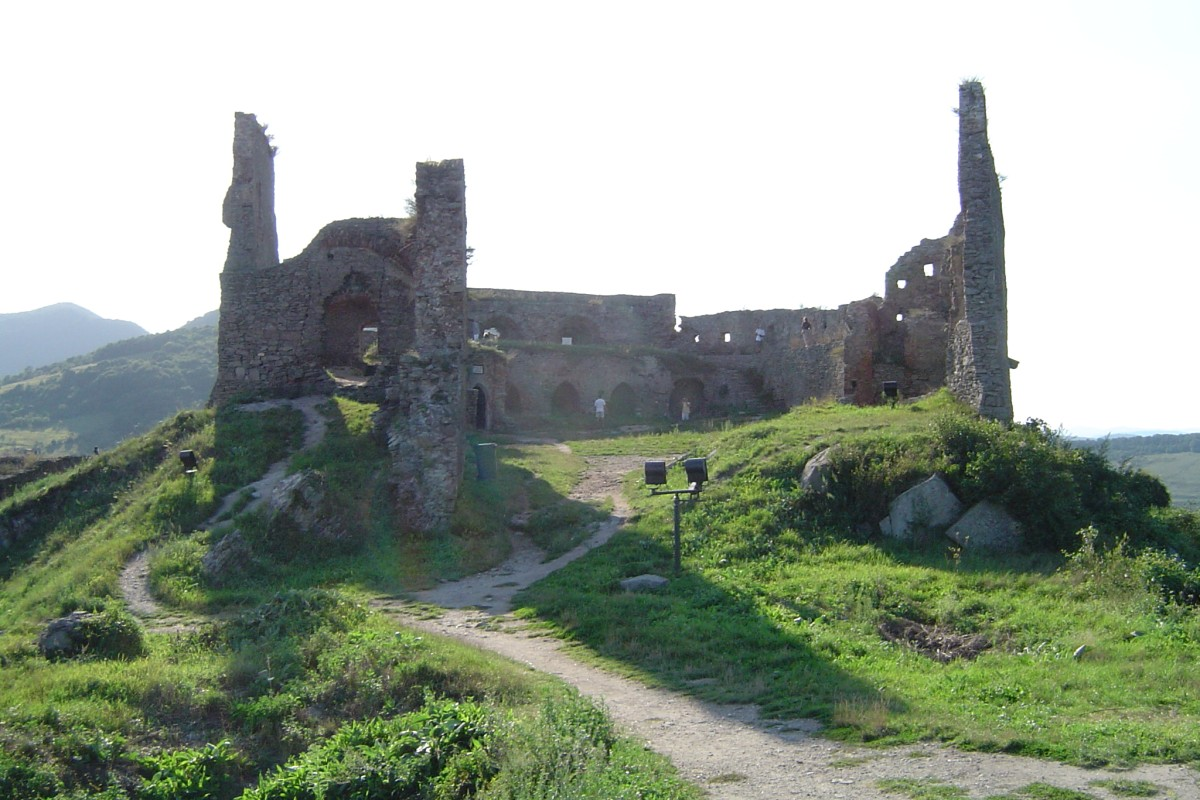
Le rovine della cittadella